# Jorge Olaya Muñoz
Jorge Muñoz, nacido como Jorge Olaya Muñoz (Tocaima, 7 de agosto de 1916-Bogotá, 16 de julio de 1995) fue un compositor, arreglista, instrumentista y director musical colombiano. Como artista poseía una gran capacidad de escribir obras musicales, muchas de ellas «interpretadas en casi todas las formas de expresión musical». Asimismo, sus trabajos fueron interpretados por filarmónicas, bandas sinfónicas, quintetos y demás grupos musicales.
Es considerado el pionero del Derecho autoral en Colombia. Olaya Muñoz representó a su país a nivel internacional en diversos eventos en temas relacionados sobre derechos de autor.
Durante su trayectoria como artista, escribió más de 200 obras musicales. En estas se encuentran bambucos, pasillos, bundes, pasodobles, marchas militares,  fúnebres, danzas populares y piezas sinfónicas.

## Biografía
Nació el 7 de agosto de 1916, en Tocaima, Colombia. A los 14 años ya interpretaba el cornetín en la Banda Municipal y a los 17 años asumió la dirección de la misma. Desde entonces empezó a crear su propio repertorio, al componer, arreglar e instrumentar obras, además de la escritura de melodías y la preparación de las partituras para la interpretación de cada instrumento. Esta dedicación a su labor lo llevó a dirigir la Banda de Ubaté. Olaya Muñoz también integró otras bandas, entre ellas, la de la Policía Nacional.
Fue fundador de la Sociedad de Autores y Compositores de Colombia, entidad en la que permaneció durante 30 años. También fue gerente de la Cooperativa Nacional de Músicos, además de presidente del Sindicato Nacional de Músicos.

## Legado cultural
El maestro Jorge Olaya Muñoz y su legado cultural comprende más de doscientas composiciones musicales, con excelentes partituras y detalles. La mayor característica de su estilo reside en el hecho de haber escrito una misma obra para ser interpretada por diferentes medios; es así, como una misma obra está escrita para orquesta, banda, quinteto de maderas, grupo coral y solistas vocales. La creación musical de Jorge Olaya Muñoz abarca desde el género folclórico colombiano, bambucos, pasillos y bundes principalmente, hasta el repertorio universal, incluyendo creaciones de música erudita para piano y violín; clarinete y trompeta, entre otros. Todas sus obras se encuentran revisadas, catalogadas y a disposición de los amantes de la música y para beneficio de la cultura.

## Premios y distinciones
Las distinciones y condecoraciones más importantes que recibió fueron:
- Pentagrama de Oro
- Trofeo la Lira de Oro
- Medalla Orden de Santa Cecilia
- Pergamino Especial.